# Пратантико-Индикаторе (Арецо)
Пратантико-Индикаторе је насеље у Италији у округу Арецо, региону Тоскана.
Према процени из 2011. у насељу је живело 3067 становника. Насеље се налази на надморској висини од 255 м.